# Bill Shorten
Bill Shorten (właśc. William Richard Shorten, ur. 12 maja 1967 w Melbourne) – australijski polityk, członek Australijskiej Partii Pracy (ALP). Od 2007 deputowany do Izby Reprezentantów, w latach 2011–2013 członek gabinetu federalnego. W latach 2013–2019 lider ALP i zarazem federalny lider opozycji.

## Życiorys

### Młodość i kariera związkowa
Jest dzieckiem z mieszanego małżeństwa, jego ojciec był z pochodzenia Anglikiem, a matka Australijką. Ukończył studia prawnicze na Monash University, a potem uzyskał dyplom MBA na University of Melbourne. Jeszcze jako student zaczął udzielać się w młodzieżówce Partii Pracy, był także niepełnoetatowym asystentem kilku polityków ALP ze stanu Wiktoria, w tym wieloletniego ministra spraw zagranicznych Garetha Evansa. Przez pierwsze półtora roku po studiach pracował w kancelarii prawnej wyspecjalizowanej w reprezentowaniu związków zawodowych, a później został bezpośrednim pracownikiem jednej z central związkowych. W 1999 został wybrany do Zgromadzenia Ustawodawczego Wiktorii, jednak szybko zrezygnował z mandatu, przedkładając karierę związkową nad polityczną. W latach 1998–2006 był sekretarzem stanowym Australian Workers' Union (AWU), jednego z największych związków zawodowych w Australii. Równocześnie w latach 2001-2006 zajmował stanowisko sekretarza generalnego AWU na szczeblu ogólnokrajowym.

### Kariera polityczna
W 2007 rozpoczął karierę polityczną na szczeblu federalnym, uzyskując mandat w Izbie Reprezentantów z okręgu wyborczego Maribyrnong, zlokalizowanego w północno-zachodniej części Melbourne. Korzystając z okazji, że w tych samych wyborach ALP odzyskała po 11 latach status partii rządzącej, wszedł do egzekutywy w randze sekretarza parlamentarnego, co w australijskich ministerstwach stanowi najniższy z trzech szczebli przewidzianych dla osób będących jednocześnie parlamentarzystami. Odpowiadał za kwestie osób niepełnosprawnych oraz dzieci. W 2010 był jednym z głównych rozgrywających podczas wewnątrzpartyjnego przewrotu, w wyniku którego Kevin Rudd został zastąpiony jako szef partii i rządu przez Julię Gillard. Wcześniej kilku wpływowych polityków ALP starszego pokolenia, m.in. były premier Bob Hawke, publicznie wskazywało na samego Shortena jako na dobrego kandydata na te stanowiska, lecz on postanowił zachować lojalność wobec Gillard, która odwdzięczyła mu się awansem na stanowisko ministra junior ministry (czyli o szczebel poniżej gabinetu) odpowiedzialnego za służby finansowe. W grudniu 2011 Shorten został awansowany do najwyższej ministerialnej rangi, członka gabinetu, i otrzymał pod swoją pieczę kwestie związane z relacjami pracodawcy – pracownicy.
W czerwcu 2013, podczas kolejnego przesilenia na szczytach ALP, zdecydował się zmienić front i poprzeć Kevina Rudda, który odzyskał wkrótce później stanowisko premiera. Shorten został następnie członkiem drugiego gabinetu Rudda, gdzie kierował resortem edukacji. Po przegranych wyborach we wrześniu 2013 i przejściu ALP do opozycji, Shorten zgłosił swój akces do rywalizacji o przywództwo w partii. Jego kontrkandydatem był dotychczasowy wicepremier Anthony Albanese. Ostatecznie zwyciężył w wewnętrznych wyborach 13 października 2013, przejmując stery ALP od tymczasowego lidera Chrisa Bowena. Przywództwo zakończył 27 maja 2019 .

### Życie prywatne
Shorten żyje obecnie w swoim drugim małżeństwie, jego żoną jest Chloe Shorten, z domu Bryce, córka byłej gubernator generalnej Australii Quentin Bryce. Wcześniej był żonaty z Debbie Beale, córką wieloletniego posła Liberalnej Partii Australii, Juliana Beale’a.